# Греко, Бадди
Армандо Джозеф «Бадди» Греко (англ. Armando Joseph "Buddy" Greco, 14 августа 1926, Филадельфия, штат Пенсильвания, США — 10 января 2017, Лас-Вегас, штат Невада, США) — американский джазовый пианист и певец.

## Биография
Научился играть на фортепиано в возрасте четырёх лет, а в 16 получил место в оркестре Бенни Гудмена. На протяжении четырёх лет он гастролировал с биг-бендом Гудмена, выполняя работу пианиста, певца и аранжировщика.
Его самый успешный хит «The Lady Is A Tramp» был написан в 1937 году для мюзикла Ричарда Роджерса и Лоренца Харта «Дети в доспехах». Исполнитель записал свою версию в 1962 году и продал её тиражом более миллиона копий, хотя к тому времени её уже спел в фильме «Приятель Джои» Фрэнк Синатра. Впоследствии они не раз пели её вместе.
За свою карьеру выпустил около 60 альбомов. Жил в Лас-Вегасе, где выступал с концертами вместе со своей женой Лесли Андерс. После 30 лет стал часто появляться на киноэкранах и даже снялся в нескольких сериалах. Среди фильмов, передач и ТВ-шоу с его участием можно выделить: «Городской тост» (1948) /Toast of the Town/, «Бей в кость» (1999) /Play It to the Bone/ и The Girl Who Knew Too Much (1969).
В 1949 году Греко впервые познакомился с Великобританией. Он провёл много лет, выступая в британских клубах, в том числе, в одной программе с The Beatles). Впоследствии он насовсем перебрался в Эссекс, где в 2013 году отпраздновал 80-летие своей музыкальной карьеры. Бадди Греко был первым из хедлайнеров Лас-Вегаса, то есть артистов с контрактами с лас-вегасскими казино, кто получил аналогичную постоянную работу в Англии. В 2010 году вместе с супругой выступил продюсером для «Вест-Энди шоу» по мотивам песен Пегги Ли.
Умер 10 января 2017 года в Лас-Вегасе.